# Cecílie kroužkovaná
Cecílie kroužkovaná, známá také jako červor kroužkovaný, červoř brazilský a červoř kroužkovaný (Siphonops annulatus), je druh beznohého obojživelníka – červora, jenž se široce vyskytuje v Jižní Americe. Systematicky spadá do rodu Siphonops a do čeledi Siphonopidae, případně do čeledi cecíliovití (Caeciliidae). Sporná zůstává i definice druhu samotného a je možné, že spíše půjde o širší druhový komplex. 
Cecílie kroužkovaná dosahuje délky těla 28,6 až 45 cm. Hlava je delší než širší, o podobné šířce jako konec těla. Ocas chybí, tělo končí rovnou vývodem kloaky. Zbarvení je na rozdíl od jiných červorů výrazné: tělo je modrošedé a okolo pro červory typických prstencovitých drážek bílé, což vytváří proužkovaný vzor. Žlázami v kůži mohou jedinci tohoto druhu vylučovat toxický sekret, který je chrání před některými predátory. Cecílie žijí pod zemí, kde loví žížaly a další živočichy, na povrch vylezou pouze zřídka. Samice klade mezi pěti až šestnácti vajíčky, přičemž se objevuje následná rodičovská péče. Mláďata se krmí tak, že pomocí svých hákovitých zubů odtrhávají matce pokožku s lipidy, která se do několika dnů zregeneruje. Podobný způsob krmení byl zaznamenán u jiného druhu červora, cecílie horské. Mláďata požívají také tekutinu z matčiny kloaky, která může sloužit jako krmivo nebo mít i jiný účel. 
Mezinárodní svaz ochrany přírody hodnotí cecílii kroužkovanou jako druh málo dotčený.

## Taxonomie
Cecílie kroužkovaná je červor náležící do čeledi Siphonopidae a rodu Siphonops. Samotná otázka systematiky je nicméně problematická; zástupci čeledi Siphonopidae bývají často klasifikováni coby zástupci čeledi cecíliovití (Caeciliidae), která původně sloužila jako sběrný taxon pro všechny červory a jejíž fylogeneze je dlouhodobě problematická. Zcela vyjasněna není ani definice samotného druhu cecílie kroužkovaná; existuje možnost, že ve skutečnosti jde o komplex většího množství tzv. kryptických druhů, které jsou sice fenotypově podobné, ale různí se divergencemi na genetické úrovni. Mezinárodní svaz ochrany přírody všechny tyto potenciální druhy klasifikuje z praktických důvodů v rámci druhu jediného.
Cecílii kroužkovanou popsal česko-rakouský vědec Johann Christian Mikan v roce 1820 pod vědeckým jménem Caecilia annulata. V současnosti platná systematika ji řadí do rodu Siphonops. Dalšími vědeckými synonymy jsou Caecilia interrupta od Georgese Cuviera (1829), Dermophis crassus od Edwarda Drinkera Copea (1885) a subspecifické jméno Siphonops annulatus marmoratus (určil Sawaya, 1937). Českými názvy jsou potom červor kroužkovaný, červoř brazilský a červoř kroužkovaný.

## Výskyt

Kresba cecílie kroužkované pořízena mezi lety 1700 až 1880

Cecílie kroužkovaná obývá Jižní Ameriku, vyskytuje se na území o největším rozsahu mezi všemi cecíliemi. Osídlila rozsáhlé území cis-andské oblasti, a sice sever státu Kolumbie, dále Ekvádor, Venezuelu, Peru, Francouzskou Guyanu, Bolívii a severní provincie Argentiny, jako je Misiones a Corrientes. V Brazílii se vyskytuje od jižních až po severovýchodní oblasti. Roku 2013 byla cecílie znovuobjevena v brazilském státě Pará, kde byla naposledy pozorována roku 1876. Nepotvrzený výskyt je v Paraguayi, avšak cecílie kroužkovaná pravděpodobně osídlila i tuto zemi. Možný výskyt v Surinamu nebyl potvrzen.
Cecílie kroužkovaná žije pod zemí, na povrch vylézá málokdy, například pokud ji ze zemního úkrytu vypudí voda. Může se přizpůsobit různým přirozeným prostředím, od amazonských lesů až po sušší oblasti, jako je caatinga a cerrado. Hojně však žije především ve vlhkém prostředí s bohatou organickou složkou, četně ji lze objevit v humusových půdách v hloubce okolo dvaceti centimetrů. Výskyt byl potvrzen také v lidmi osídlených oblastech: cecílii lze najít na zahradách či plantážích, obzvláště kakaovníkových. Především způsob tradičního pěstování kakaovníků nazývaný cabruca totiž spočívá ve vysazování kakaovníků pod velké původní stromy a výsledné stanoviště, strukturálně podobné původnímu atlantickému lesu, poskytuje dobré podmínky pro život červorů. Zemědělci považují výskyt cecílií kroužkovaných za ukazatel úrodnosti půdy, přestože taková korelace nebyla vědecky prokázána. Cecílie kroužkovaná se vyskytuje do nadmořské výšky 800 metrů.

## Popis

### Vnější popis

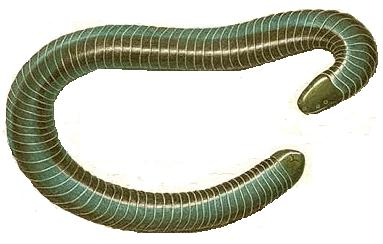
Cecílie kroužkovaná, hlava vpravo

Cecílie kroužkovaná je červor válcovitého těla s hladkou kůží, v dospělosti měří na délku 28,6 až 45 cm. Hlava tohoto červora je delší než širší, celkově užší než tělo, a svému nositeli pomáhá prodírat se půdním prostředím. Oči červorů překrývá kůže, jsou zakrnělé a tento druh s nimi rozpozná pouze světlo. Tělo končí rovnou vývodem kloaky, neobjevuje se pravý ocas. Šířka konce těla je zhruba stejná jako v případě hlavy. Tělo je téměř celé pokryto prstencovitými drážkami, může jich 78 až 98. Zbarvení cecílie kroužkované je, na rozdíl od řady ostatních druhů červorů, výrazné. Kůže okolo prstenců je zabarvena bíle, tělo je celkově modrošedé, což dohromady vytváří kroužkovaný vzor. Neobjevuje se výrazný pohlavní dimorfismus.

### Vnitřní popis

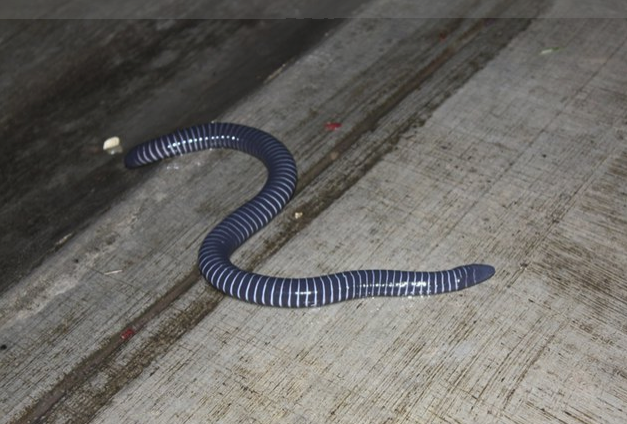
Cecílie kroužkovaná

Cecílie kroužkovaná může mít až 122 zubů, které jsou uloženy v jedné (dolní čelist) a dvou (horní čelist) řadách. Jazyk je krátký. Trávicí soustavu tvoří jícen o průměru asi 5 mm, který se v blízkosti srdce napojuje na žaludek větší šířky. Podél žaludku se táhnou játra. Žaludek následně pokračuje tenkým střevem tvarovaným do smyček (u první z nich leží slezina společně se slinivkou břišní), které se napojuje na střevo tlusté, jenž se u tohoto druhu vyvinulo do značné šířky. Vývod trávicí soustavy ústí do kloaky. Ledviny mají u cecílií kroužkovaných podobu dlouhých pásků. Ve výšce tenkého střeva se nacházejí párové pohlavní žlázy. Močový měchýř tvoří u červorů dva laloky, z nichž je jeden kratší než druhý. Může se široce roztáhnout a je také napojen na kloaku. U obou pohlaví je její stavba jednoduchá. Dýchací soustavu tvoří průdušnice o průměru 1 mm, která se v blízkosti srdce rozvětvuje do dvou plic. U cecílie kroužkované je ovšem vyvinuta pouze pravá plíce, druhá je nefunkční. V těle červorů jsou potom hojně umístěny tukové útvary.

### Toxicita
V kůži cecílie kroužkované jsou uloženy takzvané granulární žlázy, pomocí nichž může červor produkovat jedovatý sekret sloužící jako ochrana před nepřáteli. V roce 1940 byla provedena studie, při které byl jed cecílií kroužkovaných injekčně podán různým obratlovcům. Sekret byl toxický například pro ropuchy obrovské (Rhinella marina), hvízdalky bolivíjské (Leptodactylus bolivianus), které byly na jed nejvíce vnímavé, potkany (Rattus norvegicus), ale i pro červory samotné; ti však byli vůči jedu nejvíce rezistentní. Otrava se projevuje ochrnutím, které postupuje od zadních končetin, dále též třesem, dušností a mydriázou. I člověka může tento sekret dráždit, například pokud se dostane na sliznice nebo do otevřených ran, jeho zápach pak někdy vyvolává kýchání. Na druhou stranu lze jeho některé složky využít při výrobě antiparazitik.
Novější studie z roku 2020 navíc prokázala přítomnost specializovaných žláz v ústní dutině červorů, které sekretují proteiny s enzymatickými aktivitami, jež se běžně vyskytují v různých jedech. Tyto žlázy vycházejí ze stejné tkáně, která dává vzniknout jedovým žlázám u plazů, a je možné, že jejich produkty tedy napomáhají cecíliím přemoci kořist.

## Chování a ekologie

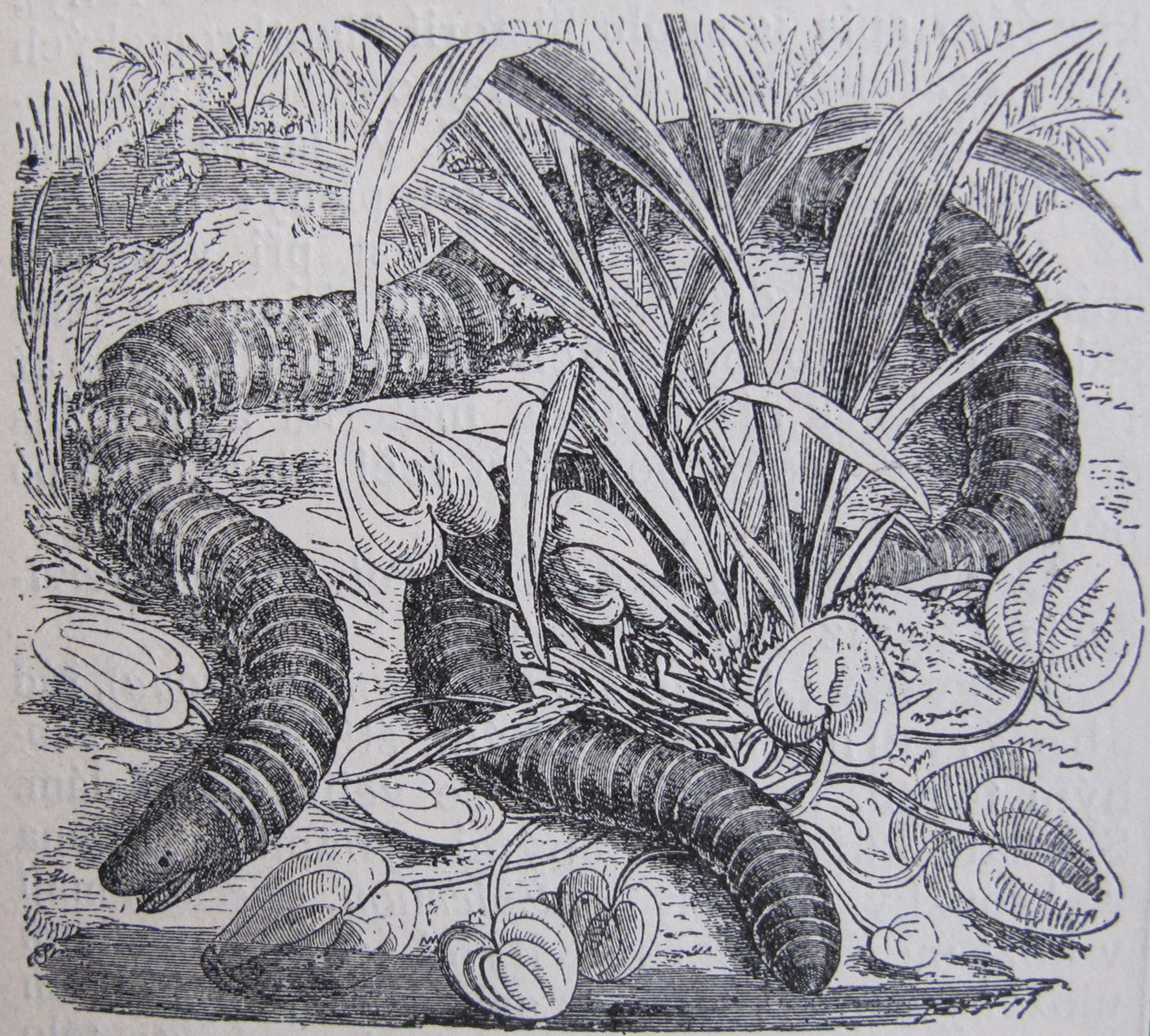
Kresba cecílie kroužkované z Ottova slovníku naučného, hlava vlevo

Cecílie kroužkovaná je typickým zástupcem edafonu a konzumuje bezobratlé živočichy žijící pod zemí. Konkrétně se jedná o žížaly, které loví nejčastěji, dále termity nebo hlemýžďovité. Cecílii kroužkovanou před některými predátory, jako například zmíněnými hvízdalkami, ochrání jedovaté látky, které vylučuje kůží. I přes tuto obranu se však mohou stát potenciální kořistí některých savců a hadů, náležících např. k druhům vinejš červený (Anilius scytale) a musarana černá (Clelia clelia). Hrozbu představují také mravencovití.
O rozmnožování cecílií bylo obecně získáno málo informací; reprodukční biologie byla prozkoumána pouze u červorovce zploštělého (Typhlonectes compressicauda) a cecílie mexické (Dermophis mexicanus), a i u těchto druhů není plně objasněna. Většinu údajů totiž přírodovědci získávají pouze nepřímo, především prostřednictvím studia vzorků uložených v zoologických muzeích. Ve volné přírodě lze na červory narazit jen zřídka. Živé jedince lze získat jejich pracným vykopáváním z půdy, přičemž podle odhadů je k lokalizaci jediného exempláře zapotřebí 4–20 hodin terénní práce (v závislosti na ročním období). Studium rozmnožování cecílie kroužkované navíc komplikuje fakt, že si jsou samci i samice velmi podobní.
Ví se, že k páření dochází mezi koncem srpna a začátkem října a ke kladení vajíček mezi listopadem a prosincem. Celý reprodukční cyklus od nakladení vajíček po soběstačné potomky trvá asi 3 měsíce. Samice klade mezi pěti až šestnácti vajíčky a do vylíhnutí je chrání vlastním tělem. Následně zůstává i s vylíhnutými mláďaty. Malí červoři dosahují velikosti asi 4 cm a jejich tělo je úzké, se širokou hlavou. Jsou bezbarví a s matkou mohou komunikovat pomocí chemických signálů. Rostou velice rychle, za týden se jejich velikost může i zdesetinásobit.
Potravu mladých červorů tvoří kůže jejich matky. Po vylíhnutí z vajíček matčina pokožka oteče a začnou se v ní tvořit lipidy. Takové samice lze od ostatních samic rozeznat podle světlejší barvy kůže. Při krmení se všechna mláďata začnou koordinovaně svíjet na těle své matky a svými hákovitými zuby odtrhávají její pokožku, přičemž se u toho otáčejí kolem své osy. Matka je během „záchvatů krmení“ svých potomků klidná a během tří dnů se její kůže zregeneruje. Stejná strategie, tedy krmení potomků kůží, se vyvinula také u cecílie horské (Boulengerula taitana), žijící ve státu Keňa. Oba dva druhy se rozrůznily z jednoho společného předka před více než 100 miliony lety a byly následně odděleny rozpadem Jižní Ameriky a Afriky. Z evolučního hlediska jsou si od sebe tedy fylogeneticky dosti vzdálené. To přináší teorii, že podobnou péči o mláďata využívají současně i jiné druhy červorů. Možností je také to, že se cecílie kroužkovaná a cecílie horská vyvinuly konvergentně, tedy pod podobnými selekčními tlaky, kvůli čemuž jsou si touto ekologií podobné.
Zároveň bylo zjištěno, že mláďata cecílie požívají tekutinu neurčitého složení z matčiny kloaky (může být buď vodnatější nebo je spíše viskózní). Jedná se o jediného obojživelníka, u kterého bylo toto chování zaznamenáno. Samotný akt probíhá tím způsobem, že samice nastaví mláďatům svou kloaku, na kterou se mláďata přimačkávají a začnou pohybovat tlamou. Význam této substance je opět součástí různých hypotéz: možné jde o doplňkové krmivo, ale existuje možnost, že tekutina má některou jinou funkci a slouží například k přenosu mikrobiomu, udržování vodní bilance organismu mláďat, a/nebo ke komunikaci.

## Ohrožení
Mezinárodní svaz ochrany přírody považuje cecílii kroužkovanou za málo dotčený druh. Důvodem je to, že červor obývá velký areál rozšíření včetně chráněných areálů (Reserva Biológica de Duas Bocas a jiné), přičemž může žít v řadě biotopů, a jeho populace je pravděpodobně velká a stabilní. Významné hrozby, které by tohoto červora potenciálně ohrožovaly, nebyly zaznamenány. Cecílie je zároveň schopna přežívat i v narušených oblastech. Některé studie nicméně vyjadřují obavu z náhrady původního pěstování kakaovníků pomocí metody cabruca za jiné formy zemědělství, což se může negativně odrazit na populacích červorů v těchto lokalitách, které mj. slouží jako vhodná stanoviště ke studiu těchto nezvyklých obojživelníků.

#### Film
- ATTENBOROUGH, David. Life in Cold Blood [online]. BBC, 2008. Kapitola Land Invaders. (anglicky)